# NGC 7797
NGC 7797 في الفهرس العام الجديد، هي مجرة، تقع في كوكبة الحوت. اكتشفت في 6 ديسمبر 1790 بواسطة ويليام هيرشل.

## روابط خارجية
- NGC 7797 على موقع ويكي سكاي: DSS2, SDSS, GALEX, IRAS, Hydrogen α, X-Ray, Astrophoto, Sky Map, Articles and images